# Hikikomori
Hikikomori (jap.  引き - こもり, 引き籠もり, ひきこもり, 英語表記) je poremećaj ponašanja koji se manifestira povučenošću, nedostatkom komunikacije s najbližima i gubitkom interesa za posao i školu koji traje dulje od šest mjeseci. Ekstreman je oblik socijalne fobije koja je dominantno prisutna u životima milijuna mladih u Japanu, pretežno mladića (procjenjuje se njih 70%, dok neki izvori navode da su čak 90% hikokomori osobe muškarci). Ljudi koji pate od ovog poremećaja ponašanja (obično u svojim tinejdžerskim godinama) prestaju sa školovanjem, ne rade i uglavnom provode vrijeme surfajući na internetu. Hikokomori tinejdžeri zatvaraju se u svoje kuće i izbjegavaju kontakt čak i s bliskim članovima obitelji. Njihova soba postaje neka vrsta „samostana“ ili „tvrđave“. Hikokomori ne izlaze iz sobe čak ni radi odlaska u zahod ili je to, vrlo rijetko, jedini razlog koji ih primorava da nakratko napuste svoj „samostan-tvrđavu“. Što se tiče ishrane, ovise o drugim osobama i obično objeduju ono što im roditelji ostave ispred vrata. Većina mladih hikikomora nisu mentalno bolesne osobe, ali njihova društvena izoliranost nameće potrebu za intervencijom educiranih osoba kako bi im one pomogle da se vrate svakodnevnom normalnom funkcioniranju u društvu.
Prema dosadašnjim istraživanjima ovim poremećajem najviše su pogođeni mladi ljudi u Japanu, ali je pojava slučajeva hikikomorija otkrivena i u Španjolskoj, Francuskoj, Italiji, SAD-u, Omanu i Južnoj Koreji.

## Definicija
Japansko ministarstvo zdravlja, rada i socijalne skrbi, koje je dosta dugo ignoriralo problem hikikomorija, taj poremećaj ponašanja je 2003. godine definiralo kao:
Iako ministarstvo hikikomori definira kao nepsihotički društveni fenomen, a ne bolest, a posebno ne psihijatrijski poremećaj, nije neuobičajeno da se takvim osobama pripisuje shizofreniju i druge slične poremećaje prije nego što se definitivno postavi dijagnoza.
Američko udruženje psihijatara u svom "Dijagnostičkom i statističkom priručniku za mentalne poremećaje" navodi da nije poznato psihijatrijsko oboljenje od kojeg pate hikikomori.
Drugi istraživači tvrde da Aspergerov sindrom i druge poremećaje opisane u prethodno navedenom priručniku treba nazvati „poremećajem izbjegavanja društva“ jer se karakteriziraju poteškoćama u društvenoj interakciji i ograničenim, stereotipnim interesima i aktivnostima. Pri tome za to ne navode ni jedan jasan dokaz.
Michael Zielenziger u svojoj knjizi Shutting Out the Sun predlaže da se za hikikomori poremećaj primijeni naziv posttraumatski stresni poremećaj (PTSP). On to objašnjava specifičnim elementima u japanskom razmišljanju, i zato po njemu hikikomori nije psihijatrijski već društveni poremećaj. Također je uočio da se hikikomori osobe jednostavno ne uklapaju u moderno doba i život u suvremenom Japanu i da zato pate jer se ne mogu vratiti u prošla vremena polufeudalnog Japana, koja su duboko (možda i genetski) usađena u svijest Japanaca i njihovu životnu i kulturnu tradiciju.
To potvrđuje i Bolton koji kaže da „nije teško zamisliti suvremene mlade hikikomore kao isposnike i monahe iz davno prošlog vremena, zatočene u svojim domovima kao u nekoj vrsti samostana. To čini hikikomori vidljivijim i problematičnijim”, dok Kato dodaje „da bi jedan od razloga mogao biti i veliki pritisak u školi i zlostavljanje kojem su neki učenici izloženi.“

## Etiopatogeneza
Hikikomori kao poremećaj ponašanja najviše je rasprostranjen u Japanu pretežno kod mladića. Osobni život takvih osoba karakterizira
- povučen način života ili samoizolacija u vlastitoj kući/stanu,
- gubitak interesa i želje za školom i radom (prvi znaci izostajanja iz škole ili izolacija mogu se pojaviti u dobi od 12 godina),
- trajanje poremećaja dulje od šest mjeseci,
- ponekad manifestnim agresivnim ponašanjem prema najbližim osobama, okolini pa i terapeutu, ako oni ne prihvaćaju njihov povučen ili samoizolacijski život ili im ne pomažu u njemu,
- prisustvo predisponirajućih faktora koji prethode poremećaju kao što su ružni događaji u školi, zlostavljanje koje vrše nastavnici ili đaci, neuspjeh na ispitima ili u učenju, prekinuta ljubavna romansa itd.

Bolest nije povezana s ovisnošću o internetu ili videoigrama, ali ona, prema mišljenju profesora Takahira Katoa, „smanjuje potrebu za izravnom komunikacijom s ljudima“ jer im navedeni pojmovi omogućuju neizravnu komunikaciju i brojne sate slobodnog vremena u izolaciji.
Kao Kudo u svojim istraživanjima tvrdi da većina osoba koja pati od hikikomorija „nisu mentalni bolesnici, već normalna ljudska bića koja samo trebaju steći normalna ljudska iskustva“.
Vodeći japanski psihijatar i stručnjak za hikikomori, dr. Tamaki Saito, smatra da uzroke tog problema treba tražiti u japanskoj povijesti, tradiciji i društvu. Navodi neke od bitnih preduvjeta;
- japanska tradicionalna glazba i poezija vrlo često slave plemenitost samoće
- sve do polovice 19. stoljeća Japan je bio odsječen/izoliran od vanjskog svijeta gotovo 200 godina
- jer većinu oboljelih od hikikomorija čine muškarci, i to često najstariji sinovi, Saito ukazuje na to da je mogući uzrok hikikomorija i odnos između majki i njihovih sinova. Naime, u Japanu „majke i sinovi često imaju simbiotičku, međuzavisnu vezu. U toj vezi majke će se brinuti o svojim sinovima sve dok oni ne navrše 30 ili 40 godina.“[10]

## Epidemiologija
Hikikomori, kao novi društveni fenomen i „socijalna bolest“, naizgled jedinstven samo za Japan, prvi put je opisan 2000. godine u brojnim medijskim izvještajima u Japanu i ostalim zemljama svijeta.
Naziv za taj društveni fenomen suvremenog doba osmislio je japanski psiholog Tamaki Saito, koji je poremećaj opisao kao „potpuno novi uznemirujući trend ponašanja i socijalne izolacije (povlačenja) među japanskim mladićima“.
Iako je taj poremećaj u ponašanju primarno povezan s japanskom kulturom, slučajevi hikikomorija otkriveni su i u Italiji, Francuskoj, Omanu, Španjolskoj i Južnoj Koreji, gdje je 2011. i 2012. bilo zabilježeno tridesetak slučajeva kod adolescenata starijih od 16 godina, ali i kod odraslih osoba u dobi od 25 do 30 godina. Nakon provedenih istraživanja Alan Teo, psihijatar sa Sveučilišta „Michigan“, otkrio je da je prva otkrivena osoba sa simptomima hikikomorija u SAD-u bio tridesetogodišnjak koji je tri godine živio izoliran u svojemu stanu.
Jedno istraživanje nedavno provedeno u Japanu otkrilo je 264.000 slučajeva hikikomorija na oko 127 milijuna stanovnika koliko ih danas ondje živi. Profesor Takahiro Kato s Odsjeka za neuropsihijatriju Sveučilišta „Kyushu“ u svojim istraživanjima navodi „da od hikikomorija pati oko 1,2 posto Japanaca“. Prema Katovim prognozama u Japanu treba očekivati dodatnih 460.000, pa čak i 1.000.000 slučajeva ili epidemiju hikikomorija, što će za tu zemlju imati teške socijalno-ekonomske posljedice.
Slične podatke u svojoj statistici navodi i Tamaki Saito, koji procjenjuje da od 500.000 do 1,2 milijuna muškaraca koji pate od hikikomorija u Japanu pripada starosnim grupama od 14 do 20 godina. Prema podacima popisa stanovništva Ministarstva javnog menadžmenta Japana ukupan broj muškarca između 14 i 20 godina starosti u Japanu je oko 4,2 milijuna; ako više od milijun pojedinaca u dobi od 14 do 20 godina pati od hikikomorija, odnosno da 20 posto svih muškaraca adolescenata u Japanu pati od hikikomorija, to znači da se oko 1 posto japanskog stanovništva samoizolira ili da odbija sudjelovati u aktivnostima japanskih društvenih institucija (škola, državnih i privatnih firmi).
Budući da se neki roditelji stide djeteta sa znacima hikikomorija, vrlo često toleriraju i prikrivaju takvo ponašanje svoje djece od okoline te oklijevaju pravovremeno zatražiti stručnu pomoć, zbog čega velik broj slučajeva hikikomorija nije registriran, pa izostaje i realna epidemiološka slika učestalosti tog društvenog fenomena.

## Terapija
Kako bi se pomoglo osobama koje pate od hikikomorija, obitelj mora pravodobno djelovati i izuzetno dobru surađivati s terapeutom.
Ponavljajuće kućne posjete terapeuta i stalni kontakt s osobom koja pati od tog poremećaja, uz suglasnost obitelji, jedini su način da se pomogne tim mladim ljudima u prevladavanju njihovog stanja.
Međutim, kad psihijatar procijeni da je hospitalizacija (bolničko liječenje) hikikomori osobe neophodna, svaka daljnja izolacija u kući može biti kontraproduktivna (kontraindicirana).
Također, uz naoko uspješno liječenje simptomi hikikomorija mogu se ponovo javiti nakon godinu ili dvije. Zbog toga se taj oblik socijalnog povlačenja treba tretirati tijekom duljeg vremenskog perioda jer se jedino na taj način sprečava recidiv i pruža pravovremena pomoć hikikomori adolescentima da što prije izađu iz patnje i „pakla samoizolacije“.

## Kako hikikomori reagiraju na povratak u normalan život?
Podaci iz Japana pokazuju da je najveći broj mladih hikikomorija u stanju sigurno se vratiti u zajednicu. Oni koji jako dugo ostanu kod kuće razvijaju poremećaje ponašanja i moraju biti pod stalnim nadzorom doktora do potpune resocijalizacije. Neki hikikomori postaju vrlo agresivni i počinju napadati ljude. Socijalizacija takvih osoba mora se odvijati u zatvoru. Ne treba zaboraviti i one hikikomore koji na kraju svoj životni put kao hikikomori završe samoubojstvom.

## Vanjske poveznice
- NY Times: "Shutting Themselves In"
- Toivonen, Norasakkunkit & Uchida (new open-access peer-reviewed article on the hikikomori): "Unable to conform, unwilling to rebel? Youth, culture, and motivation in globalizing Japan"

|  | Molimo pročitajte upozorenje o korištenju medicinskih informacija. Ne provodite liječenje bez savjetovanja s liječnikom! |